# Campo Petrulli
Il Campo Petrulli è un impianto sportivo polivalente di Ragusa. 